# Prats (Canillo)
Prats és un nucli de població del Principat d'Andorra situat a la parròquia de Canillo. L'any 2009 tenia 40 habitants.
Hi ha l'església romànica de Sant Miquel de Prats.